# Tóalmás
Tóalmás is een plaats (község) en gemeente in het Hongaarse comitaat Pest. Tóalmás telt 3370 inwoners (2001).